# Ryggfjälltjärnarna (Hotagens socken, Jämtland, 712236-143538)
Ryggfjälltjärnarna är en sjö i Krokoms kommun i Jämtland och ingår i Indalsälvens huvudavrinningsområde. Ryggfjälltjärnarna ligger i Gråberget-Hotagsfjällen Natura 2000-område.